# ゼーロス
ゼーロス（古希: Ζῆλος, Zēlos）は、ギリシア神話に登場する神である。長母音を省略してゼロスとも表記される。
熱意や激情、競争心、対抗意識が擬人化されたもの。「熱意」を表す英語の zeal やフランス語の zèle などの語源となっている。ステュクスとティーターンのパラースの子で、兄弟にニーケー（勝利）、クラトス（強さ）、ビアー（力）がいる。ゼウスの側近の1人でもある。

## 登場する作品
- アポロドーロス『ビブリオテーケー』 (I, 2, 5)
- ヘーシオドス『神統記』 (v. 384)